# 167
| 167                |
| ------------------ |
| Dødsfald - Fødsler |
|                    |

| Gregoriansk kalender | 167 CLXVII              |
| Ab urbe condita      | 920                     |
| Armensk kalender     | I/T                     |
| Kinesiske kalender   | 2863 – 2864 丙午 – 丁未 |
| Etiopisk kalender    | 159 – 160               |
| Jødisk kalender      | 3927 – 3928             |
| Hindukalendere       |                         |
| - Vikram Samvat      | 222 – 223               |
| - Shaka Samvat       | 89 – 90                 |
| - Kali Yuga          | 3268 – 3269             |
| Iransk kalender      | 455 BP – 454 BP         |
| Islamisk kalender    | 469 BH – 468 BH         |

Se også 167 (tal)